# 금성국민학교 경애분교
금성국민학교 경애분교는 경상북도 의성군 금성면에 있었던 국민학교 분교이다.

## 연혁
- 1968년 3월 1일 금성국민학교 경애분교 설립 인가
- 1969년 3월 1일 경애분교장 개교
- 1984년 3월 1일 폐교 및 금성국민학교 통폐합